# 堀井富太郎
堀井 富太郎（ほりい とみたろう、1890年（明治23年）11月7日 - 1942年（昭和17年）11月23日）は、日本の陸軍軍人。最終階級は陸軍中将。兵庫県加東郡河合村（現在の小野市河合西町）出身。責任感の強い性格であったと言われる。また、陸軍大学校を卒業していない所謂“無天組”でありながら、中将にまで栄進した。

## 経歴
1909年（明治42年）に陸軍士官学校に入校し1911年（明治44年）5月、同校（23期）を卒業。同年12月、歩兵少尉に任官し歩兵第40連隊付となる。
東京外国語学校委託学生として中国語を学び、1917年（大正6年）に修了した。1921年（大正10年）4月、歩兵第40連隊中隊長となり、陸大副官、関東軍幕僚付、水産講習所配属将校、上海派遣軍司令部付、歩兵第68連隊大隊長などを歴任し、1933年（昭和8年）8月、早稲田大学配属将校となった。独立歩兵第12連隊付を経て、1937年（昭和12年）8月、陸軍大佐に昇進。留守第8師団司令部付、歩兵第82連隊長を経て、1940年（昭和15年）3月、陸軍少将に進級し留守第11師団司令部付となる。
太平洋戦争直前の1941年（昭和16年）11月6日に南海支隊長に就任し、彼は戦死するまで、その身を南海支隊と共にする。太平洋戦争においてグアム攻略やラバウル攻略を指揮し、いずれも成功させる。
しかし、1942年（昭和17年）7月に始まったポートモレスビー作戦で戦死。死後、中将に特進した。

## 死の直前の様子
ポートモレスビー作戦では、最初こそ日本軍の攻勢は成功したが、補給が続かず日本軍は次第に消耗していく。それでもポートモレスビーが望見できるイオリバイワを攻略したが、堀井少将は作戦開始前から作戦の難しさを理解しており、その為、イオリバイワにおける戦闘が終わり、最終的に食料集めも食料の人力輸送も困難であることが判明すると、堀井少将は手に入れたイオリバイワの陣地を放棄して、9月25日に撤退を開始した。
食料も無く、病人を担いでの撤退は悲惨を極めた。日本軍は飢えや敵との戦いで戦力を減らしつつ出発地点のバサブア・ギルナ・ブナを目指した。
堀井少将は参謀の田中豊成中佐らとともに撤退の途中、11月19日、カヌーでクムシ川を下り海路ブナへ向かったが、11月23日、突風にあおられてカヌーが転覆。泳げなかった田中中佐は間もなく溺死した。堀井少将は従卒とともに海岸に向かって4kmほど泳いだが力尽き、従卒へ「堀井と田中はここで死んだと伝えてくれ。天皇陛下万歳！」と言い残して海中へ没した。